# Hans Junkermann
Hans Junkermann (Hans Ferdinand Junkermann, Estugarda, 24 de fevereiro de 1872 – Berlim, 12 de junho de 1943) foi um ator alemão da era do cinema mudo.
Também foi conhecido como Hans J. Junkermann.

## Filmografia selecionada
- 1911: Vater und Sohn
- 1913: Wo ist Coletti?
- 1916: Der Schirm mit dem Schwan
- 1919: Flimmersterne
- 1940: Liebesschule
- 1940: Der Herr im Haus
- 1940: Bismarck
- 1943: Altes Herz wird wieder jung
- 1943: Münchhausen
- 1943: Akrobat schö-ö-ö-n